# پائولو وینیسیوس سوزا دوس سانتوس
پائولو وینیسیوس سوزا دوس سانتوس (به پرتغالی: Paulo Vinícius Souza dos Santos) مدافع اهل برزیل است که در شهر سائوپائولو و در تاریخ ۲۱ فوریهٔ ۱۹۹۰ به دنیا آمده‌است.
پائولو وینیسیوس سوزا دوس سانتوس در تیم‌های فوتبال River Plate (Uruguay) سابقهٔ حضور دارد.